# Riesigk
Riesigk est un village d'Allemagne, dans le land de Saxe-Anhalt (Allemagne située sur l'Elbe, à environ 18 km à l'ouest de Wittemberg. Elle a une population d'environ 198 habitants (31. 12. 2014).

## Histoire
Riesigk fut mentionné la première fois en 1200.
Depuis 2011, Riesigk fait partie de la ville d'Oranienbaum-Wörlitz.

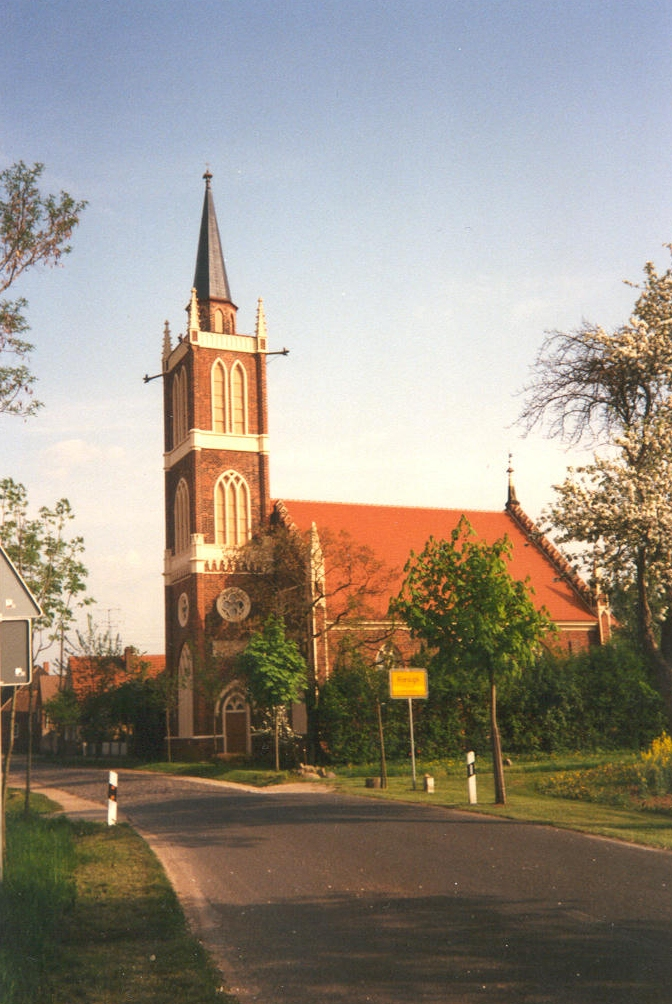
Église de Riesigk

## Monuments et lieux touristiques

### Église
Le village est réputé pour son église.

### Jardin à l'anglaise
Le plus grand jardin Dessau-Wörlitzer Gartenreich de ce style en Europe continentale bordé par l'Elbe au ouest large de 3 km fut commissionné par le prince Léopold III d'Anhalt-Dessau vers 1750.

## Commons
Commons: Riesigk - Images